# Bando (Ibaraki)
Bando (坂東市 -shi) é uma cidade japonesa localizada na província de Ibaraki.
Em 1 de Abril de 2004 a cidade tinha uma população estimada em 57 901 habitantes e uma densidade populacional de 470 h/km². Tem uma área total de 123,18 km².
Recebeu o estatuto de cidade a 22 de Março de 2005.

## Municípios vizinhos

### Prefeitura de Ibaraki
- Jōsō
- Koga
- Yachiyo

### Prefeitura de Chiba
- Noda

## Demografia
Conforme os dados do censo japonês, a população de Bandō tem diminuído lentamente nos últimos 40 anos.

## Galeria de imagens

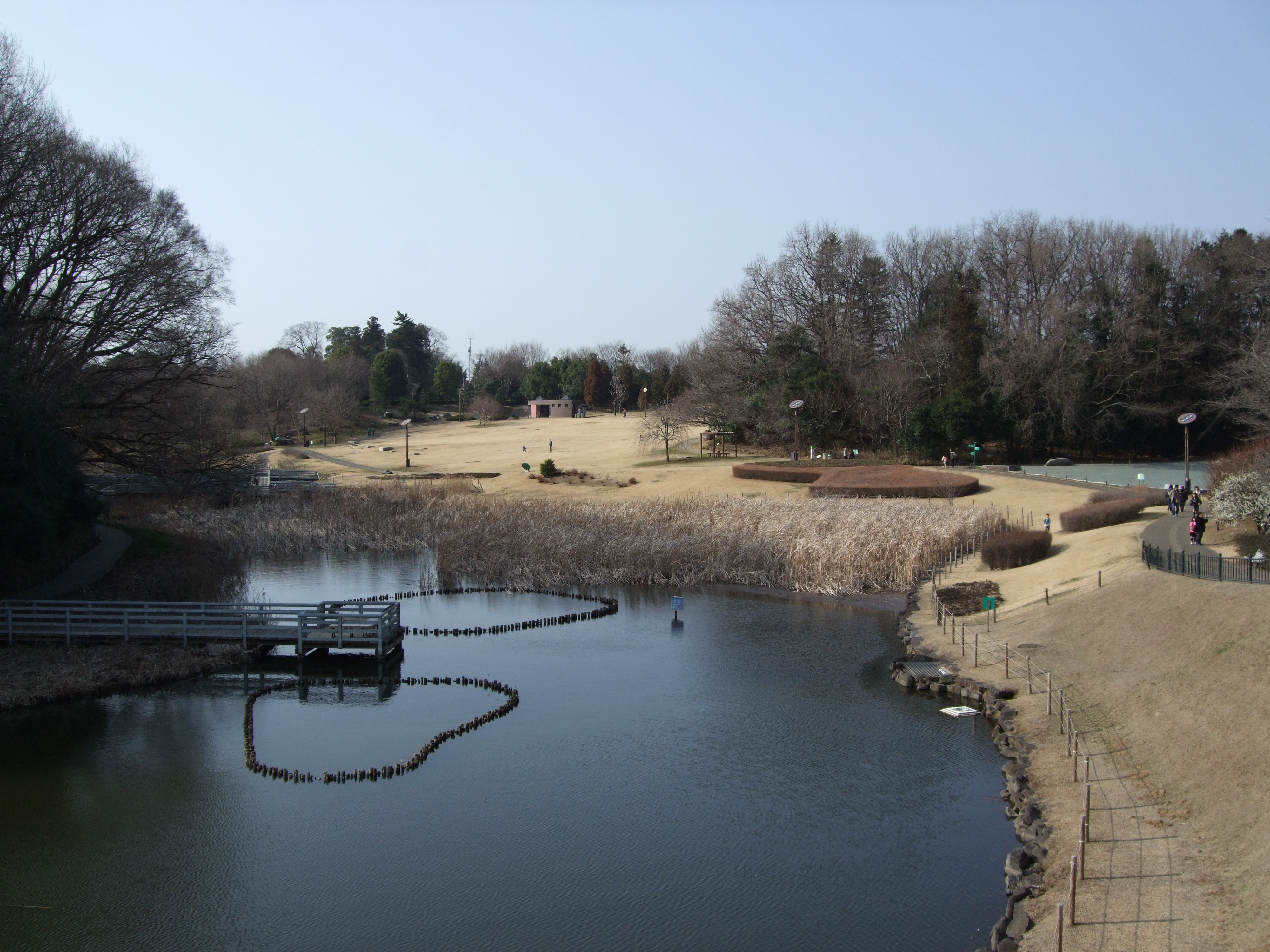
Parque Museu Natural de Ibaraki em Bandō.
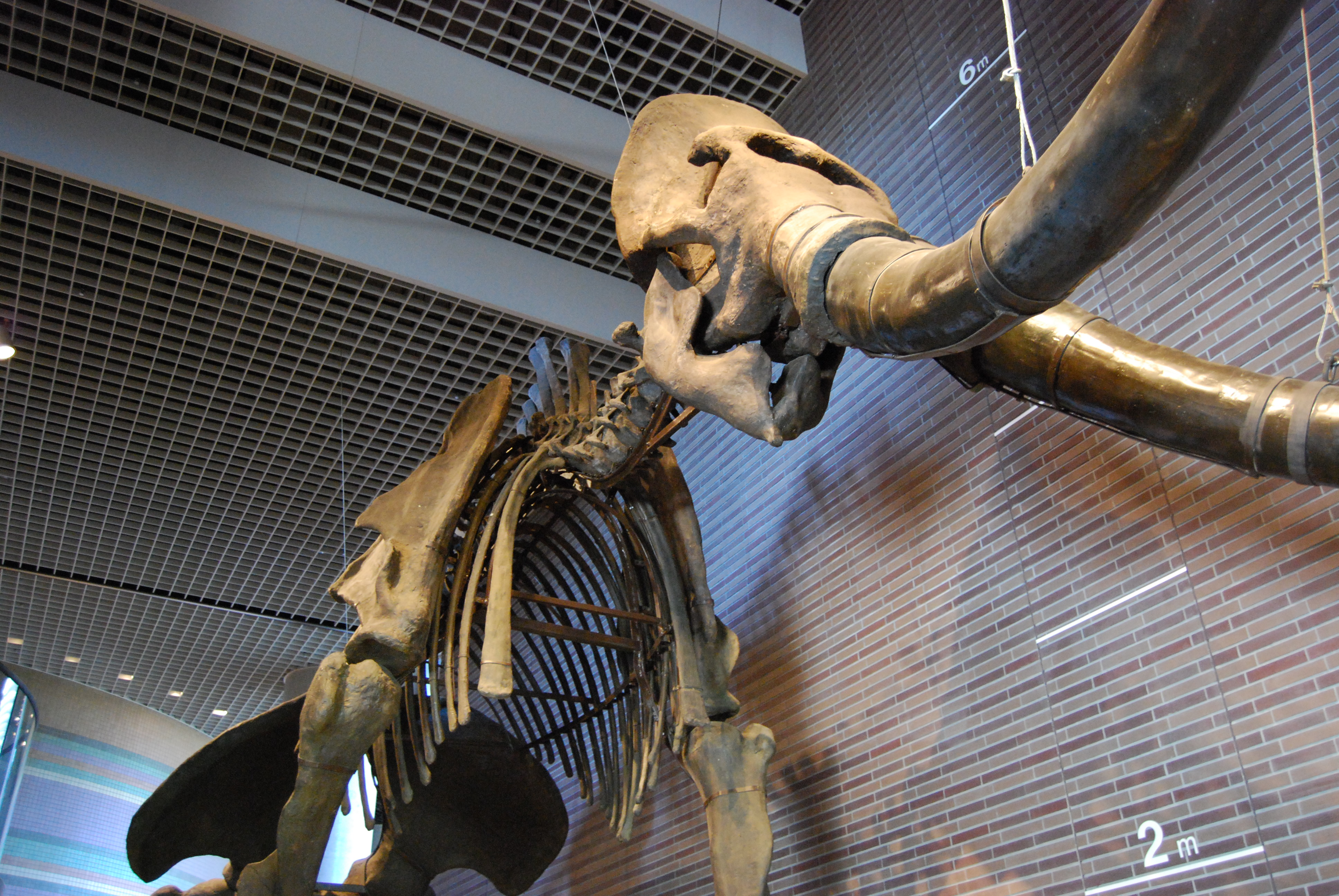
Mammuthus sungari no Parque Museu.
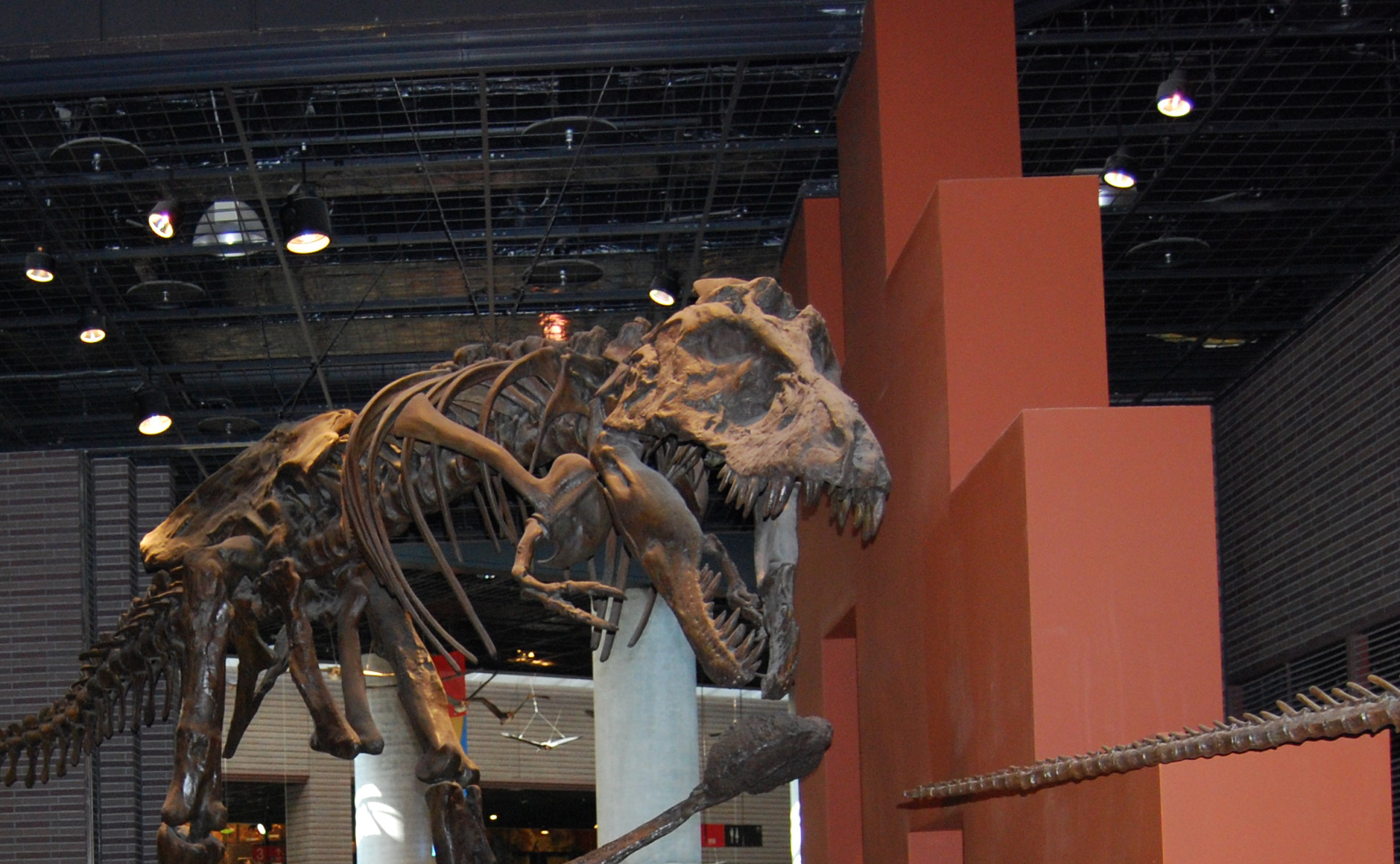
Tyrannosaurus rex no Parque Museu.
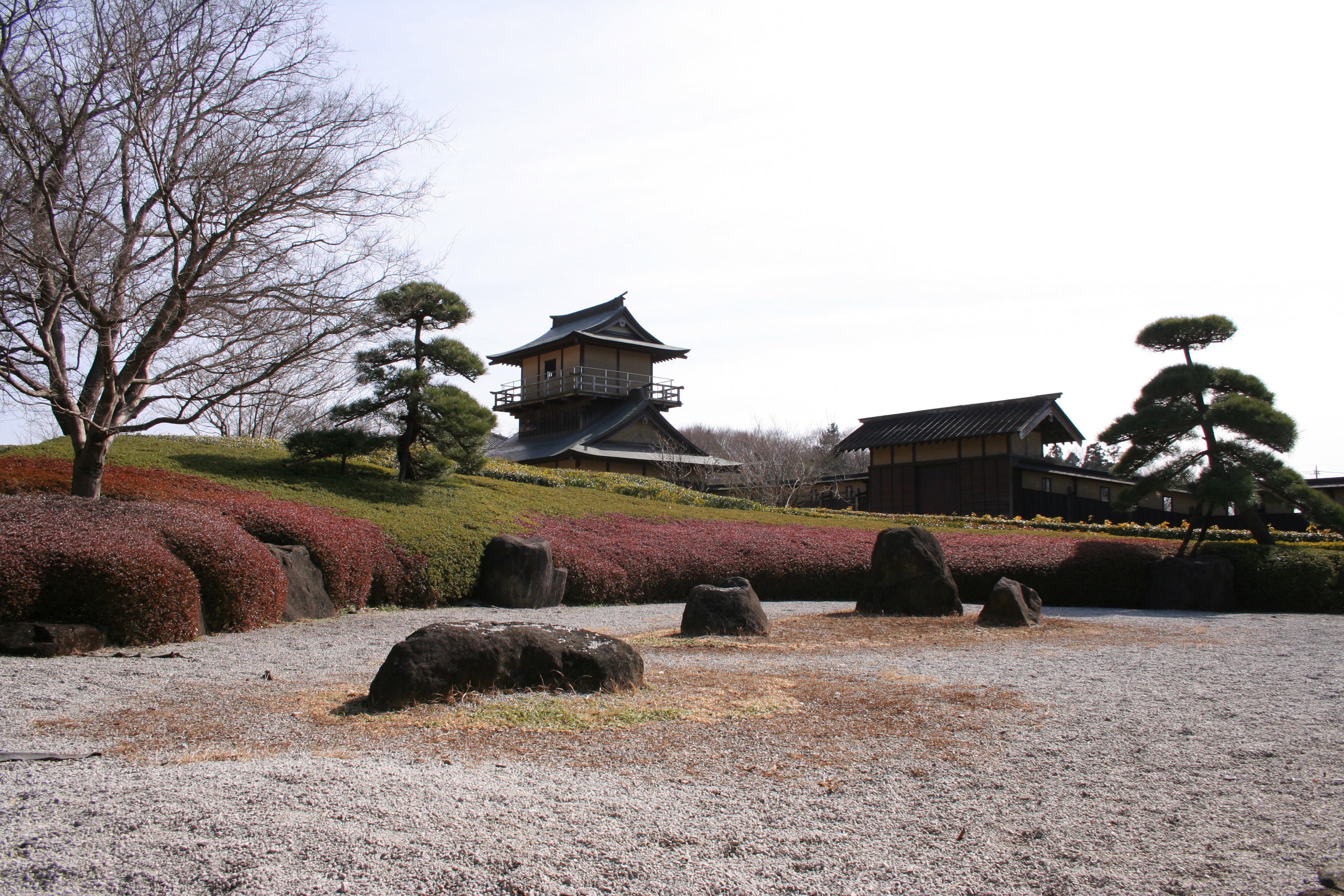
Castelo Sakasai  (逆井城).
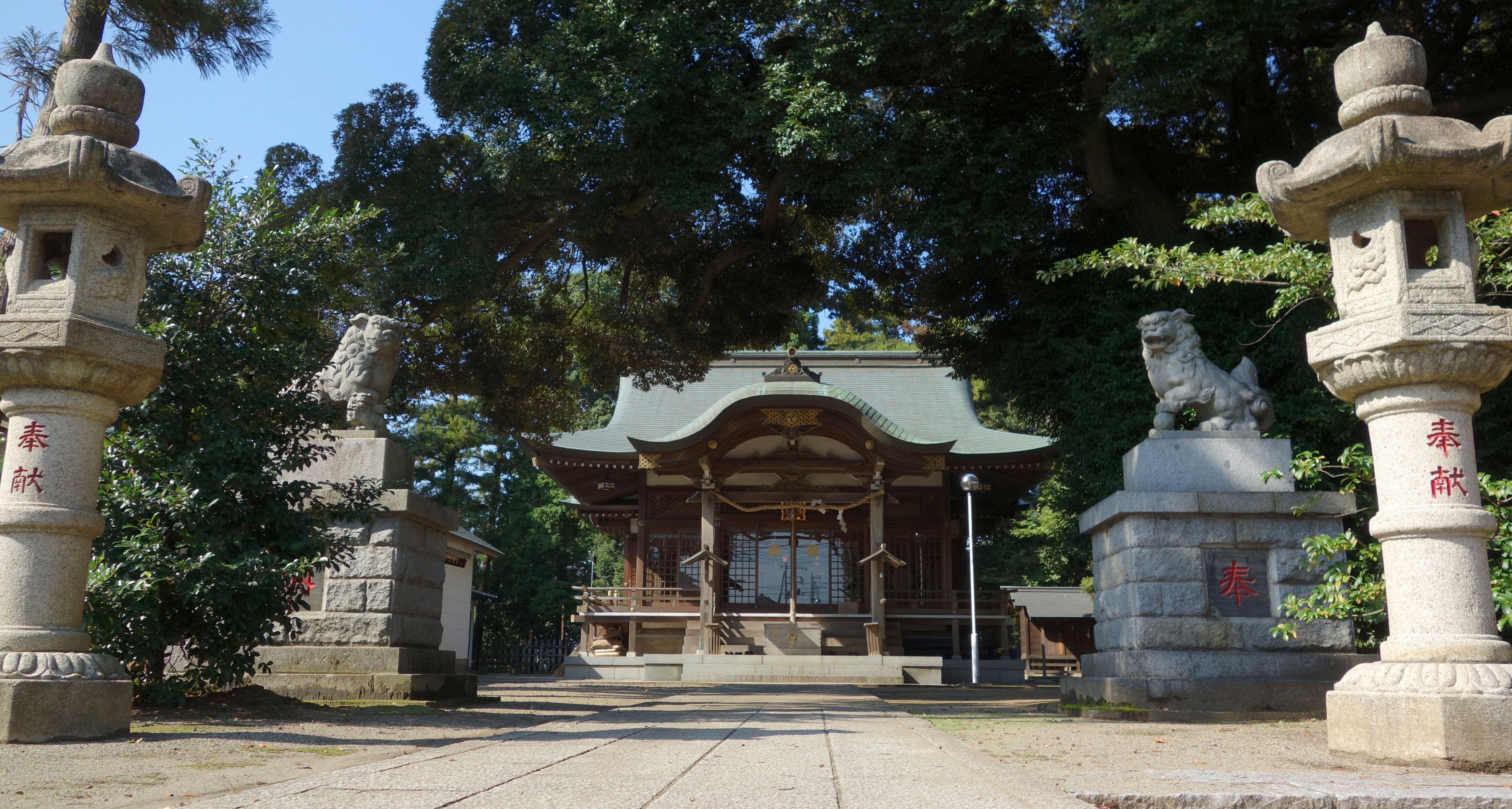
Santuário Yasaka.